# Viacheslav Sobchenko
Viatcheslav Gueorgievitch Sobtchenko (en russe : Вячеслав Георгиевич Собченко, transcription anglaise : Viacheslav Georgiyevich Sobchenko), né le 18 avril 1949 à Douchanbé en RSS du Tadjikistan, est un poloïste international soviétique. Il remporte la médaille d'or lors des Jeux olympiques d'été de 1972 à Munich et de 1980 à Moscou avec l'équipe d'Union soviétique.

## Palmarès

### En club
- CSK VMF Moscou
  - Ligue des champions :
    - Vainqueur : 1977.
    - Finaliste : 1978.

  - Coupe LEN des vainqueurs de coupe :
    - Vainqueur : 1981 et 1983.

  - Supercoupe d'Europe :
    - Vainqueur : 1977, 1981 et 1983.

### En sélection
- Union soviétique
  - Jeux olympiques :
    - Médaille d'or : 1972 et 1980.